# اسید ویولوریک
اسید ویولوریک (انگلیسی: Violuric acid) یک ترکیب آلی با فرمول HON=C(CONH)2CO است که به صورت مونوهیدرات سفید یا مایل به سفید متبلور می‌شود.